# Ehrharta thunbergii
Ehrharta thunbergii är en gräsart som beskrevs av Gibbs Russ. Ehrharta thunbergii ingår i släktet Ehrharta och familjen gräs. Inga underarter finns listade i Catalogue of Life.